# Capitel (botánica)

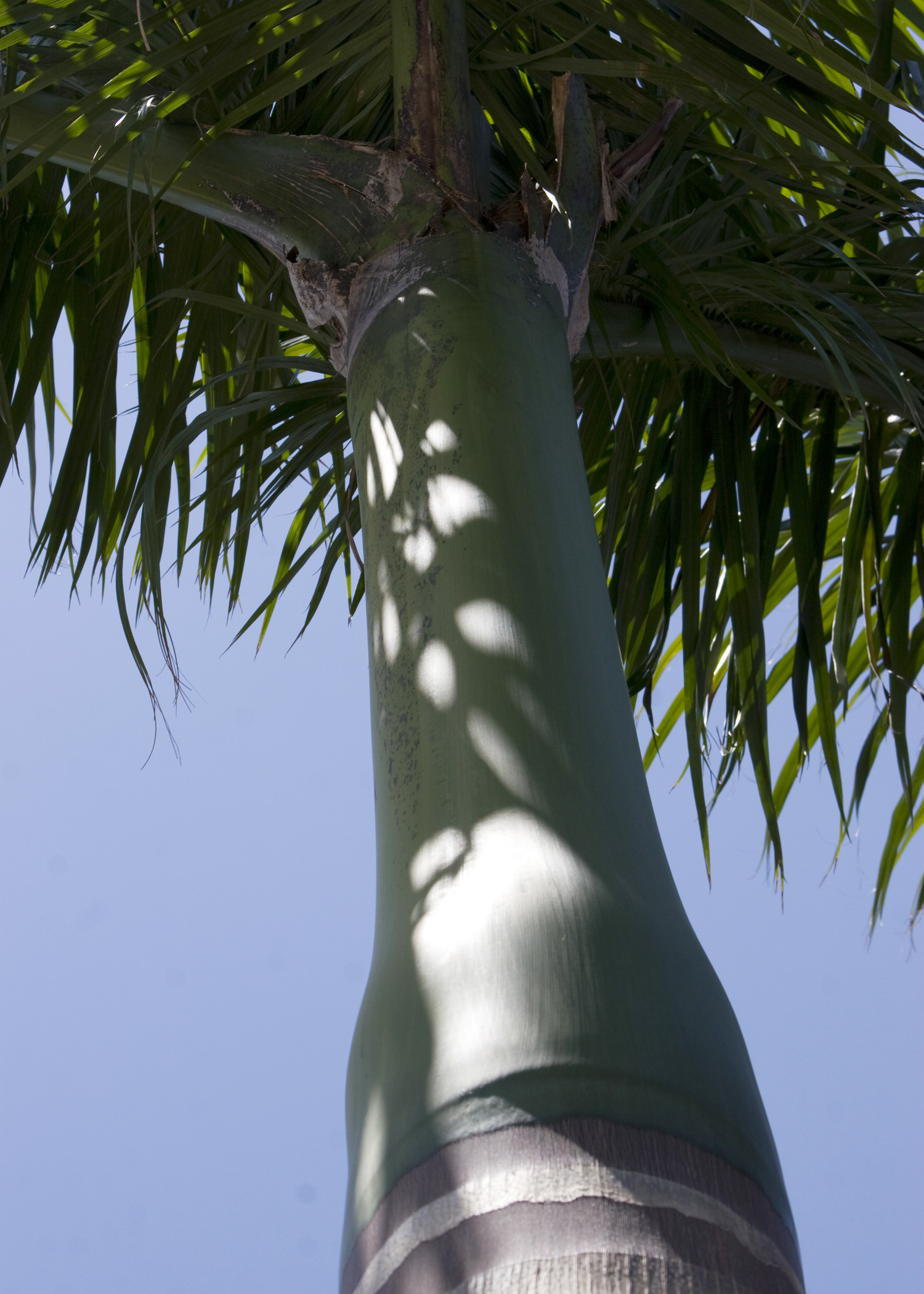
Detalle del capitel en Roystonea sp.

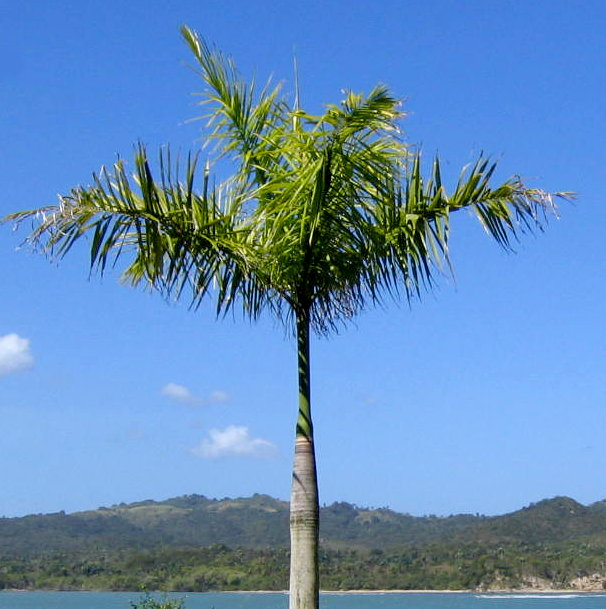
Capitel en un ejemplar de Roystonea sp. (República Dominicana).

En botánica, se denomina capitel a la formación que tienen las hojas de algunas palmas pinnadas, las cuales forman una funda o vaina en el ápice del estípite. A estas estructuras se les llama de ese modo ya que recuerdan al elemento arquitectónico que se dispone en el extremo superior de las columnas llamado, precisamente, capitel.
Tiene forma de columna, y generalmente de un color distinto al color normal del tallo, puede ser verde (Roystonea spp.), rojo (Cyrtostachys renda), o ser tomentoso, etc.; por lo que puede resultar muy ornamental.
Las hojas más viejas del capitel constituyen la parte externa del capitel. Eventualmente, cuando las hojas más bajas mueren se separan de la planta y exponen la superficie del tallo que ocultaban, y dejando al descubierto otra la vaina siguiente.
En algunas especies de palmas el capitel es muy inconspicuo o difícil de determinar. Algunas palmas no presentan capitel en su estado joven.